# Wippies
Wippies var en community i Sverige och Finland som drevs av det Helsingforsbaserade företaget Saunalahti.
Nätgemenskapens huvudaktivitet var medlemmar som delade med sig av sina Internetuppkopplingar till andra medlemmar. Syftet med den ömsesidiga delningen av uppkopplingen var att tillgängligheten för varje användares uppkopplingsmöjligheter skulle vidgas. Personer som inte var medlemmar av nätgemenskapen kunde med sms betala för begränsad uppkopplingstid på användarnätverket (Wippies), som skapats åtskilt från Hemnätverket (WippiesHome). Wippies nätgemenskap lät även personer använda nätverket WippiesVOIP genom vilket en person kunde ringa med telefoner som stödde UMA-standarderna (även kallad Generic Access Network (GAN)). Företagets konkurrent i Sverige och Finland var framför allt företaget och nätgemenskapen FON som fanns spridd i hela världen.
Wippies inkomst kom främst genom de extratjänster som kunde köpas i samband med användningen av företagets gratistjänster. Wippies trådlösa nätverksboxar kunde beställas utan monetär motprestation men med avtal om att boxen skulle vara uppkopplad mot internet i 36 månader.
Wippies levererade två olika trådlösa boxar:
- WifiBox - en enklare trådlös router försedd med 4 st lan-uttag (WLAN 54 Mbps (802.11a/b/g), 4 ethernet LAN, 1 ethernet WAN)
- Homebox - en mer avancerad box med ADSL-modem och dubbla USB-portar (WLAN 54 Mbps (802.11a/b/g)[2], 4 ethernet LAN, 2 teleuttag, 1 DSL, 2 USB[3])

Tjänsten lanserades 2006 och hade 2009 cirka 30 000 uppkopplade enheter. Enligt tjänsten archive.org försvann Wippies hemsida från webben runt år 2016.

## Kritik
- I vissa länder kan personer som tillåter tredje part att använda sin internetuppkoppling anses ansvariga för all trafik som rör sig genom det egna abonnemanget. Därmed medför delningstjänster som Wippies en risk för de användare som delar med sig av uppkopplingen då de kan ställas till svars för andra användares trafik.